# 井冈山大学

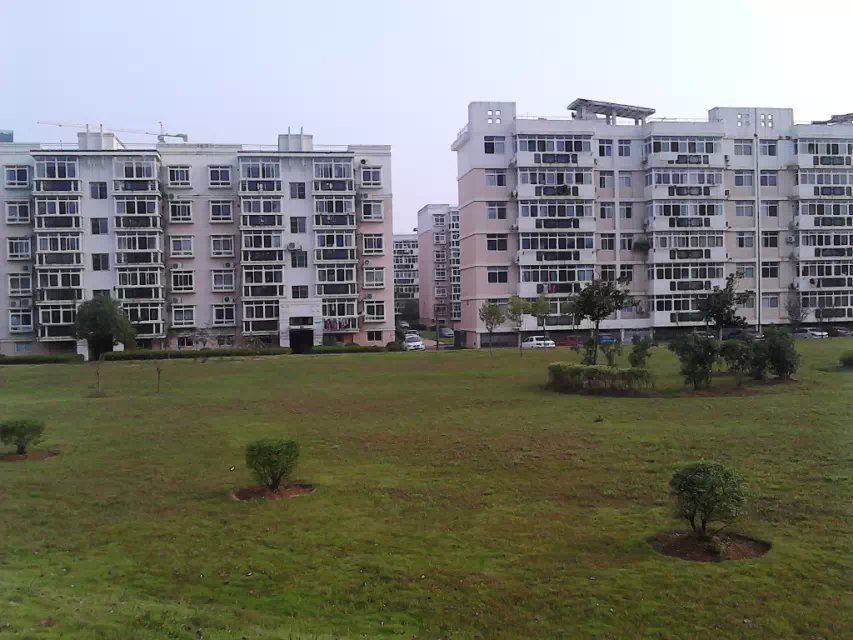
教師宿舍板樓

井冈山大学，简称井大，是中华人民共和国江西省的一所全日制公办综合性大学。校本部位于中华人民共和国江西省吉安市青原区学苑路28号。入选卓越医生教育培养计划农村订单定向免费医学教育人才培养模式改革试点。截至2017年1月，为吉安市第一所本科层次的高等院校。

## 历史沿革

### 四校建立
1958年，中国共产党吉安地区党委建立了吉安工学院、吉安农学院、吉安医学院和吉安师范学院四所高等学校，并于当年12月决定合并为井冈山大学。1959年，创建吉安地区卫生学校。1959年7月1日，由江西省人民政府正式命名为井冈山大学。1962年，井冈山大学医学院的大部分资源被并入吉安地区卫生学校。因国家经济困难，原井冈山大学至1963年7月后停办。

### 逐渐恢复
文化大革命结束后，现井冈山大学的前身陆续得到恢复。

#### 井冈山师范学院
1977年10月，在原井冈山大学的基础上，设立江西师范学院井冈山分院。1979年，成立了江西广播电视大学吉安工作站。1981年，创建吉安地区教育学院。1982年4月，以江西师范学院井冈山分院为基础设立吉安师范专科学校:384。1985年，江西广播电视大学吉安工作站更名为江西广播电视大学吉安分校）。1988年，江西广播电视大学吉安分校与吉安地区教育学院合署办学。2000年3月，吉安师范专科学校和吉安地区教育学院合并组建井冈山师范学院。

#### 井冈山医学高等专科学校
1978年8月，以原井冈山大学医学院为基础，建立了江西医学院（井冈山分院），1980年2月改名为江西医学院（吉安分院）。1993年4月，江西医学院（吉安分院）更名为井冈山医学高等专科学校。2000年，吉安地区卫生学校更名为吉安市卫生学校。

#### 井冈山职业技术学院
1984年3月，设立吉安地区工业职工大学。1986年吉安地区工业职工大学改名为吉安地区职工大学，并同时成立吉安地区工交干部学校。2002年4月，以此为基础成立井冈山职业技术学院。

#### 吉安艺术学校
1985年，建立了江西省文艺学校（吉安分校），后改建为吉安地区文艺学校。2000年，更名为吉安艺术学校。

### 三校合并
2002年11月，吉安人曾庆红当选为中共中央政治局常委，政府对井冈山大学的恢复重建工作给予更高重视。2003年7月9日，井冈山师范学院、井冈山医学高等专科学校和井冈山职业技术学院合并为井冈山学院，同时开始筹建井冈山大学。2006年，吉安艺术学校并入井冈山学院。2007年8月、9月，教育部、江西省人民政府先后批准井冈山学院更名为井冈山大学。

## 学科院系
截至2016年11月，井冈山大学共有19个学院（不含继续教育与培训学院，含医学部中基础医学与药学院、临床医学院、护理学院三个学院以及国际学院、国防生学院），涵盖11个学科门类，拥有1个专业硕士学位授权点。继续教育与培训学院是井冈山大学的成人教育机构，包括江西广播电视大学吉安市分校、吉安市卫生学校。
- 马克思主义学院
  - 中共党史系
  - 思想政治教育系

- 政法学院
  - 政治学系
  - 法学系
  - 公共管理系
  - 社会工作硕士教育中心

- 人文学院
  - 中文系
  - 历史系
  - 新闻系
  - 井冈山大学新闻与影视制作研究中心
  - 井冈山大学非物质文化遗产研究中心

- 外国语学院
  - 英语系
  - 亚欧语言系
  - 公共外语教学部
  - 井冈山大学池田大作研究所
  - 井冈山大学外国文学研究所
  - 井冈山大学外国语言研究所

- 商学院
  - 经济学系
  - 工商管理系
  - 井冈山大学区域规划与产业发展研究中心
  - 井冈山大学中国市县发展研究与评介中心

- 数理学院
  - 数学系
  - 物理系
  - 井冈山大学凝聚态物理与材料科学中心

- 机电工程学院
  - 机械工程系
  - 电气工程系
  - 生物医学工程系
  - 液压工程技术研究中心
  - 吉安市仿生包装工程技术研究中心
  - 数控机床工程技术研究中心
  - 吉安市先进设计制造及仿真重点实验室
  - 机电研究所

- 建筑工程学院
  - 土木工程系
  - 建筑学系
  - 井冈山大学新型低碳环保建材研究所
  - 井冈山大学房地产研究中心
  - 吉安市吉州窑陶瓷艺术与制瓷工艺工程技术研究中心

- 化学化工学院
  - 化学系
  - 化学工程系
  - 江西省配位化学重点实验室
  - 吉安市化学结构分析重点实验室
  - 吉安市污泥生物质综合利用工程技术研究中心

- 生命科学学院
  - 生命科学系
  - 环境科学系
  - 江西省生物多样性与生态工程重点实验室
  - 江西省教育厅生态环境与资源实验室
  - 吉安市生态资源与环境重点实验室
  - 井冈山生态环境研究中心（同济大学合作研究中心）
  - 井冈山大学水稻繁育研究中心
  - 吉安市现代农林种质繁育工程技术研究中心
  - 吉安市发育生物学重点实验室
  - 井冈山大学发育生物学研究中心

- 电子与信息工程学院
  - 通信工程系
  - 电子工程系
  - 计算机科学与技术系
  - 吉安市单片机与嵌入式系统重点实验室
  - 吉安市制造业信息化工程技术研究中心
  - 井冈山大学数字生态与空间信息研究中心
  - 吉安市智能信息感知处理与应用工程技术研究中心

- 教育学院
  - 教育系
  - 井冈山大学教师教育研究中心

- 医学部基础医学与药学学院
  - 基础医学教学系
  - 药学系
  - 公共卫生系
  - 循证医学教育部网上合作研究中心井冈山大学分中心
  - 吉安市医药生物技术重点实验室
  - 井冈山大学神经退行性疾病与衰老研究中心
  - 井冈山大学清洁级实验动物研究中心

- 医学部临床医学院
  - 临床医学系
  - 中医学系
  - 口腔医学系

- 医学部护理学院
  - 护理系

- 艺术学院
  - 音乐系
  - 美术系
  - 井冈山大学环境陶艺与公共艺术研究中心

- 体育学院
  - 体育系
  - 公共体育教学部
  - 井冈山大学体质研究中心

- 国防生学院

- 国际学院